# Schloss Kainbach

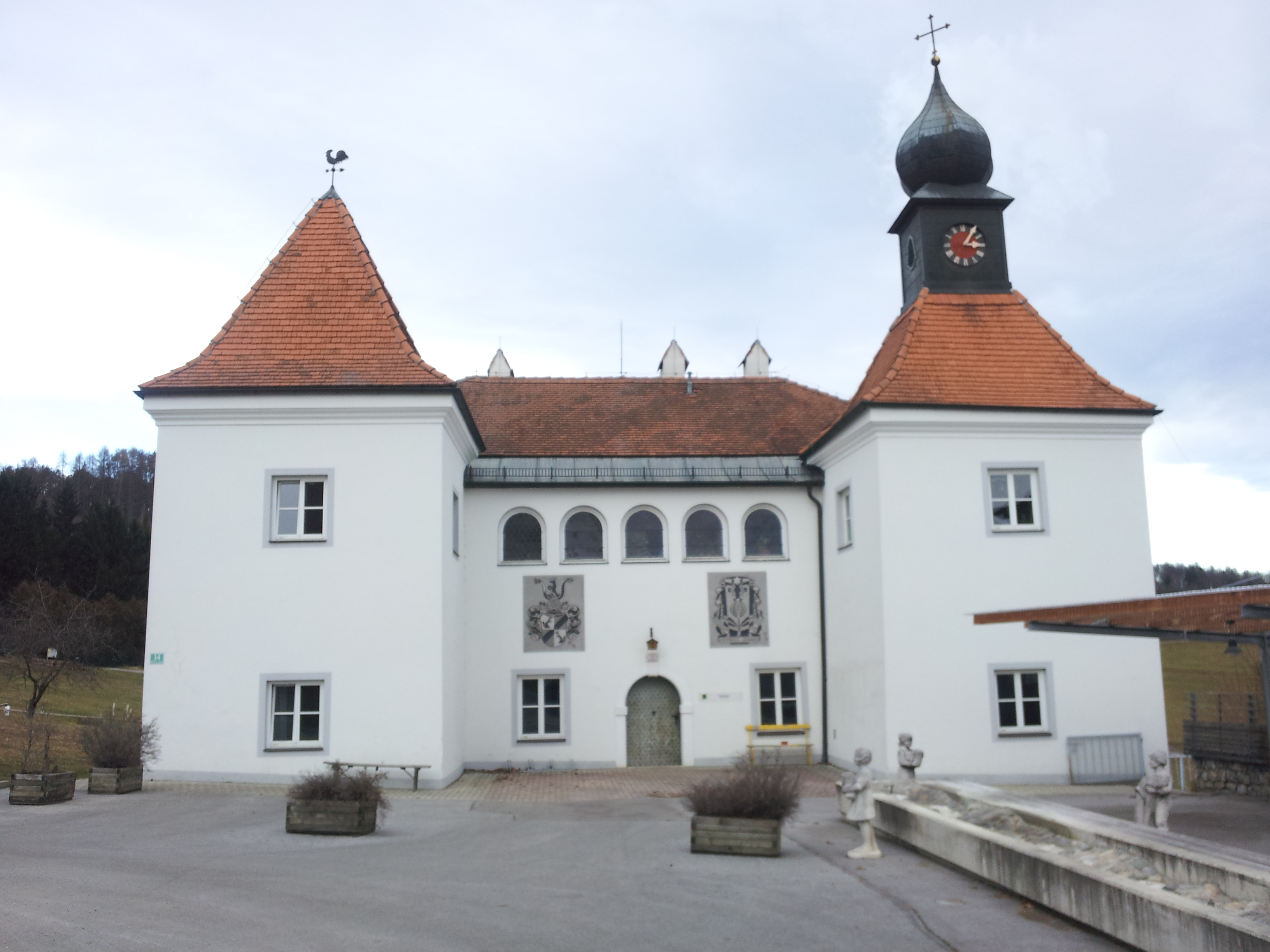
Das Schloss Kainbach im Januar 2012

Das Schloss Kainbach liegt in der Gemeinde Kainbach bei Graz in der Steiermark. Die Geschichte des Anwesens geht in die zweite Hälfte des 15. Jahrhunderts, die des heutigen Schlosses in die erste Hälfte des 17. Jahrhunderts zurück. Heute ist es im Besitz der Barmherzigen Brüder vom heiligen Johannes von Gott und ist Teil der Heil- und Pflegeanstalt Lebenswelten Steiermark des Ordens der Barmherzigen Brüder.

## Lage
Das Schloss befindet sich in Kainbach bei Graz in der Johannes von Gott-Straße 22.

## Geschichte
Ursprünglich befand sich an der Stelle des heutigen Schlosses ein Bauernhof, der den steirischen Landesfürsten gehörte und kontinuierlich ausgebaut wurde. Im Jahr 1478 war er an Andree Peckh verliehen. Kurze Zeit später wurde er im Jahr 1480 vermutlich von Ungarn oder Türken zerstört. 1620 ließ Andreas Eder von Kainbach an der Stelle des früheren Hofes einen kleinen Edelssitz errichten, den er mit seinem Bruder Thoman bewohnte. Am 2. Juli 1629 wurde in der neu errichteten und Maria Hilf geweihten Hofkapelle eine Seelenmesse abgehalten. 1647 machte Eder das Gut zu einem Fideikommiss. Im Jahr 1651 beerbte Ignaz Leopold von Kainbach seinen Vetter Andreas Eder.
Aus dem Jahr 1730 stammt die erste Erwähnung einer zweiten, dem heiligen Antonius geweihten Kapelle. Nach dem Tod des letzten männlichen Nachkommen aus dem Geschlecht der Kainbacher wurde das Schloss 1756 Eigentum der Grazer Klarissinnen. Als deren Kloster 1782 aufgelöst wurde, kam das Schloss in Staatsbesitz. Es folgten mehrere Besitzerwechsel, ehe es am 14. April 1875 an den Grazer Orden der Barmherzigen Brüder vom heiligen Johannes von Gott kam, in deren Besitz es sich gegenwärtig befindet. Es ist Teil einer Heil- und Pflegeanstalt für chronisch Kranke.

## Beschreibung
Das Schloss ist ein langgestreckter, zweigeschoßiger Bau mit Walmdach und zwei mächtigen, barocken Türmen an der Eingangsfront. Es hat seine heutige Gestalt durch mehrfache, bedeutende Umbauten gegen Ende des 19. und zu Beginn des 20. Jahrhunderts erhalten. Die Fassade wurde 1973 restauriert.